# 埃松河畔日龙维尔
埃松河畔日龙维尔（法語：Gironville-sur-Essonne，法語發音：[ʒiʁɔ̃vil syʁ ɛsɔn] ⓘ）是法国法兰西岛大区埃松省的一个市镇，属于埃夫里区。

## 地理
埃松河畔日龙维尔（48°22'23"N, 2°22'41"E）面积13.21 平方千米，位于法国法蘭西島大區埃松省，该省份为法国北部内陆省份，北起上塞纳省和马恩河谷省，西接厄尔-卢瓦省和伊夫林省，南至卢瓦雷省，东临塞纳-马恩省。
与埃松河畔日龙维尔接壤的市镇（或旧市镇、城区）包括：迈斯、比诺博讷沃、尚莫特、梅皮、埃松河畔普吕奈、瓦尔皮索。

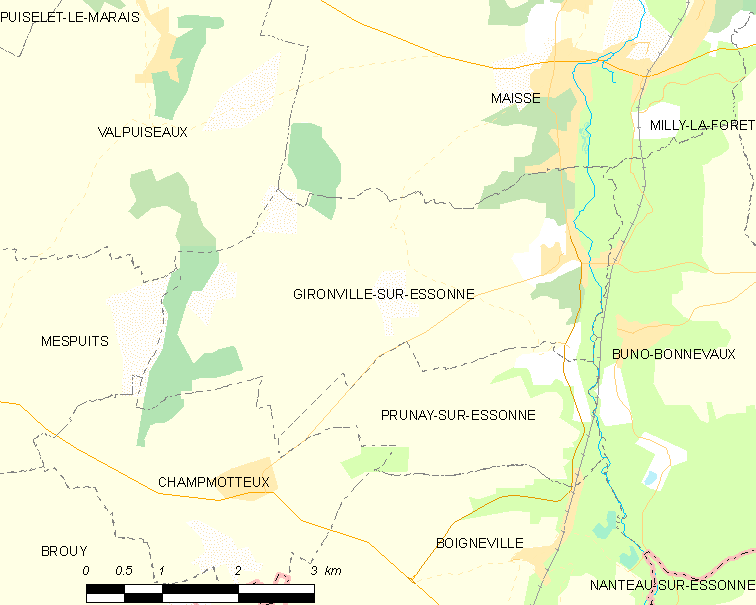
埃松河畔日龙维尔的OSM定位图

埃松河畔日龙维尔的时区为UTC+01:00、UTC+02:00（夏令时）。

## 行政
埃松河畔日龙维尔的邮政编码为91720，INSEE市镇编码为91273。

## 政治
埃松河畔日龙维尔所属的省级选区为梅讷西县。

## 人口

1962-2008年间埃松河畔日龙维尔人口变化图示

埃松河畔日龙维尔于2022年1月1日时的人口数量为762人。